# Мій ангел-охоронець
«Мій а́нгел-охоро́нець» (англ. My Sister's Keeper) — американський драматичний фільм 2009 року від режисера Ніка Кассаветіса. Заснований на однойменному романі Джоді Піколт.

## Сюжет
Адвокатові пропонують вести дуже незвичну справу одинадцятирічної дівчинки, яка вирішила судитися зі своїми батьками. Причиною цього стала новина про те, що дівчинка народилася в результаті штучного запліднення, аби допомогти збільшити тривалість життя сестрі, яка страждає від раку крові.

## В ролях
| Актор           | Роль               |
| --------------- | ------------------ |
| Кемерон Діас    | Сара Фіцджеральд   |
| Ебігейл Бреслін | Енн Фіцджеральд    |
| Софія Васильєва | Кейт Фіцджеральд   |
| Алек Болдвін    | Кемпбелл Александр |
| Джейсон Патрік  | Браян Фіцджеральд  |
| Еван Еллінгсон  | Джесс Фіцджеральд  |
| Гізер Волкіст   | тітка Келлі        |
| Джоан К'юсак    | суддя де Сальво    |
| Томас Деккер    | Тейлор Емброуз     |
| Девід Торнтон   | Лікар Ченс         |

## Музика
Трейлер:
- Vega4 — «Life Is Beautiful»

Телереклама:
- Джеймс Блант — «Carry You Home»
- Plain White T's — «1, 2, 3, 4»
- Тайрон Веллс — «More»

Фільм:
- Дон Хо — «Tiny Bubbles»
- Елізабет Дейлі — «Life Is Just a Bowl of Cherries»
- Прісцилла Ан — «Find My Way Back Home»
- Джиммі Скотт — «Heaven»
- Регіна Спектор — «Better»
- Джона Джонсон — «With You»
- Грег Ласвелл — «Girls Just Want to Have Fun»
- Піт Йорн — «Don't Wanna Cry»
- Філ X — «Kill Me»
- Джеф Баклі — «We All Fall in Love Sometimes»
- Едвіна Хейз — «Feels Like Home»
- HANA — «These Two Hands»

## Сприйняття
Фільм отримав змішані відгуки кінокритиків. На сайті Rotten Tomatoes фільм має рейтинг 47 %, на основі 139 рецензій. На сайті Metacritic фільм отримав оцінку 51 зі 100 на основі 28 рецензій критиків, що відповідає статусу «змішані або середні відгуки».